# Superliga A Kosowa w piłce siatkowej mężczyzn (2023/2024)
Superliga A Kosowa w piłce siatkowej mężczyzn 2023/2024 – rozgrywki o mistrzostwo Kosowa w piłce siatkowej zorganizowane przez Związek Piłki Siatkowej Kosowa (Federata e Volejbollit e Kosovës, FVK). Zainaugurowane zostały 30 września 2023 roku i trwały do 6 maja 2024 roku.
W Superlidze A uczestniczyło 6 drużyn. Do najwyższej klasy rozgrywkowej dołączył mistrz Superligi B w sezonie 2022/2023 – KV Ulpiana. Rozgrywki składały się z fazy zasadniczej oraz fazy play-off. W fazie zasadniczej zespoły rywalizowały w ramach dwóch rund: jesiennej oraz wiosennej. Cztery najlepsze zespoły awansowały do fazy play-off, w ramach której odbyły się półfinały i finały.
Po raz siódmy, jednocześnie czwarty raz z rzędu, mistrzem Kosowa został KV Peja, który w finałach fazy play-off pokonał KV Skënderbeu.
27 grudnia 2023 roku Związek Piłki Siatkowej Kosowa oraz Raiffeisen Bank podpisały umowę sponsorską, na mocy której rozgrywki przyjęły nazwę Raiffeisen Superliga.

## System rozgrywek
Superliga A Kosowa składała się z fazy zasadniczej oraz fazy play-off.
W fazie zasadniczej drużyny rywalizowały w ramach dwóch rund: jesiennej oraz wiosennej. W obu rundach rozegrały one między sobą po dwa mecze systemem kołowym (mecz u siebie i rewanż na wyjeździe). Cztery najlepsze zespoły awansowały do fazy play-off. Drużyny, które zajęły miejsca 5-6, trafiły do baraży.
Faza play-off składała się z półfinałów i finałów. Pary półfinałowe powstały na podstawie miejsc zajętych przez poszczególne drużyny w fazie zasadniczej zgodnie z kluczem:
- para 1: 1–4;
- para 2: 2–3.

Rywalizacja w parach toczyła się do dwóch zwycięstw ze zmianą gospodarza po każdym meczu. Gospodarzem pierwszego spotkania w parze była drużyna, która w fazie zasadniczej zajęła wyższe miejsce. Zwycięzcy w parach awansowali do finałów.
W finałach drużyny grały do trzech zwycięstw ze zmianą gospodarza po każdym meczu. Gospodarzem pierwszego spotkania w parze była drużyna, która w fazie zasadniczej zajęła wyższe miejsce. Zwycięzca finałów został mistrzem Kosowa.
Cztery najlepsze zespoły po rundzie jesiennej brały udział w Pucharze FVK.
W barażach utworzone zostały dwie pary:
- para 1: drużyna, która zajęła 5. miejsce w Superlidze A – drużyna, która zajęła 4. miejsce w Superlidze B;
- para 2: drużyna, która zajęła 6. miejsce w Superlidze A – drużyna, która zajęła 3. miejsce w Superlidze B.

W parach zespoły rozegrały jeden mecz na neutralnym terenie. Zwycięzcy uzyskali prawo gry w Superlidze A w sezonie 2024/2025.

## Drużyny uczestniczące
W Superlidze A Kosowa w sezonie 2023/2024 uczestniczyło 6 drużyn. Do najwyższej klasy rozgrywkowej dołączył mistrz Superligi B w sezonie 2022/2023 – KV Ulpiana.
| | Superliga A 2023/2024    |   |
| --- | ------------------------ | - |
| PEJ | KV Peja                  | 1 |
| FER | KV Ferizaj               | 2 |
| DRT | KV Drita                 | 3 |
| SKË | KV Skënderbeu            | 4 |
| THE | KV Golden Eagle Theranda | 5 |
| | Awans z Superligi B      |   |
| ULP | KV Ulpiana               | 1 |
| Oznaczenia: - kolumna pierwsza – skróty nazw drużyn wpisane na mapie (jeśli ta została zamieszczona), - kolumna trzecia – miejsce zajęte przez daną drużynę w poprzednim sezonie. |                          |   |

### Awanse i spadki
| Poz. | Spadek z Superligi A 2022/2023 |
| ---- | ------------------------------ |
| 6.   | KV Luboteni                    |

| Poz. | Awans z Superligi B 2022/2023 |
| ---- | ----------------------------- |
| 1.   | KV Ulpiana                    |

## Faza zasadnicza

### Runda jesienna

#### Tabela wyników
| Gospodarz \ Gość1        | PEJ | FER | DRT | SKË | THE | ULP |
| ------------------------ | --- | --- | --- | --- | --- | --- |
| KV Peja                  | -   | 3:0 | 3:0 | 3:2 | 3:0 | 3:1 |
| KV Ferizaj               | 3:0 | -   | 1:3 | 2:3 | 3:0 | 3:0 |
| KV Drita                 | 0:3 | 0:3 | -   | 3:1 | 3:0 | 3:0 |
| KV Skënderbeu            | 0:3 | 1:3 | 3:2 | -   | 3:0 | 3:1 |
| KV Golden Eagle Theranda | 0:3 | 0:3 | 0:3 | 0:3 | -   | 3:0 |
| KV Ulpiana               | 0:3 | 0:3 | 1:3 | 0:3 | 0:3 | -   |

Źródło: 
1 Drużyna gospodarzy jest wymieniona po lewej stronie tabeli.
Kolory:
  zwycięstwo gospodarzy 3:0 lub 3:1
  zwycięstwo gospodarzy 3:2
  zwycięstwo gości 3:0 lub 3:1
  zwycięstwo gości 3:2

#### Terminarz i wyniki spotkań
| Data                                                           | Godz. | Gospodarz                | Rezultat                                | Gość                     | Widzów |
| -------------------------------------------------------------- | ----- | ------------------------ | --------------------------------------- | ------------------------ | ------ |
| 1. KOLEJKA                                                     |       |                          |                                         |                          |        |
| 30.09.2023                                                     | 18:30 | KV Golden Eagle Theranda | 0:3 (10:25, 22:25, 14:25)               | KV Skënderbeu            | 15     |
| 30.09.2023                                                     | 20:00 | KV Ulpiana               | 0:3 (22:25, 17:25, 20:25)               | KV Ferizaj               | bd.    |
| 1.10.2023                                                      | 20:00 | KV Drita                 | 0:3 (18:25, 21:25, 25:27)               | KV Peja                  | bd.    |
| 2. KOLEJKA                                                     |       |                          |                                         |                          |        |
| 11.10.2023                                                     | 20:00 | KV Peja                  | 3:0 (25:21, 25:21, 25:20)               | KV Ferizaj               | 200    |
| 8.10.2023                                                      | 19:00 | KV Skënderbeu            | 3:1 (25:16, 25:15, 19:25, 25:18)        | KV Ulpiana               | 500    |
| 8.10.2023                                                      | 20:00 | KV Drita                 | 3:0 (25:15, 25:15, 25:22)               | KV Golden Eagle Theranda | bd.    |
| 3. KOLEJKA                                                     |       |                          |                                         |                          |        |
| 14.10.2023                                                     | 13:30 | KV Golden Eagle Theranda | 0:3 (22:25, 23:25, 13:25)               | KV Peja                  | 20     |
| 15.10.2023                                                     | 20:00 | KV Ulpiana               | 1:3 (24:26, 23:25, 25:18, 17:25)        | KV Drita                 | bd.    |
| 15.10.2023                                                     | 17:00 | KV Ferizaj               | 2:3 (19:25, 25:18, 25:20, 23:25, 9:15)  | KV Skënderbeu            | 200    |
| 4. KOLEJKA                                                     |       |                          |                                         |                          |        |
| 21.10.2023                                                     | 17:00 | KV Peja                  | 3:2 (19:25, 25:21, 25:27, 25:22, 16:14) | KV Skënderbeu            | 250    |
| 22.10.2023                                                     | 20:00 | KV Drita                 | 0:3 (21:25, 20:25, 27:29)               | KV Ferizaj               | bd.    |
| 21.10.2023                                                     | 19:00 | KV Golden Eagle Theranda | 3:0 (25:21, 25:19, 25:22)               | KV Ulpiana               | 15     |
| 5. KOLEJKA                                                     |       |                          |                                         |                          |        |
| 26.10.2023                                                     | 20:00 | KV Ulpiana               | 0:3 (17:25, 18:25, 22:25)               | KV Peja                  | 120    |
| 26.10.2023                                                     | 20:00 | KV Ferizaj               | 3:0 (25:19, 25:15, 25:21)               | KV Golden Eagle Theranda | bd.    |
| 25.10.2023                                                     | 20:30 | KV Skënderbeu            | 3:2 (25:17, 21:25, 25:21, 23:25, 15:9)  | KV Drita                 | 150    |
| 6. KOLEJKA                                                     |       |                          |                                         |                          |        |
| 29.10.2023                                                     | 20:00 | KV Peja                  | 3:0 (25:19, 30:28, 25:13)               | KV Drita                 | 150    |
| 29.10.2023                                                     | 19:00 | KV Skënderbeu            | 3:0 (25:16, 25:22, 25:20)               | KV Golden Eagle Theranda | 100    |
| 29.10.2023                                                     | 19:00 | KV Ferizaj               | 3:0 (25:22, 25:18, 25:19)               | KV Ulpiana               | bd.    |
| 7. KOLEJKA                                                     |       |                          |                                         |                          |        |
| 5.11.2023                                                      | 18:15 | KV Ferizaj               | 3:0 (25:20, 25:20, 25:21)               | KV Peja                  | bd.    |
| 5.11.2023                                                      | 20:00 | KV Ulpiana               | 0:3 (24:26, 18:25, 15:25)               | KV Skënderbeu            | bd.    |
| 4.11.2023                                                      | 19:00 | KV Golden Eagle Theranda | 0:3 (19:25, 17:25, 24:26)               | KV Drita                 | 25     |
| 8. KOLEJKA                                                     |       |                          |                                         |                          |        |
| 11.11.2023                                                     | 20:00 | KV Peja                  | 3:0 (25:14, 25:23, 25:21)               | KV Golden Eagle Theranda | 100    |
| 12.11.2023                                                     | 20:00 | KV Drita                 | 3:0 (30:28, 25:15, 25:23)               | KV Ulpiana               | bd.    |
| 12.11.2023                                                     | 19:00 | KV Skënderbeu            | 1:3 (28:30, 22:25, 25:21, 19:25)        | KV Ferizaj               | bd.    |
| 9. KOLEJKA                                                     |       |                          |                                         |                          |        |
| 15.11.2023                                                     | 20:30 | KV Skënderbeu            | 0:3 (28:30, 23:25, 27:29)               | KV Peja                  | 300    |
| 15.11.2023                                                     | 20:00 | KV Ferizaj               | 1:3 (25:23, 16:25, 23:25, 16:25)        | KV Drita                 | 50     |
| 16.11.2023                                                     | 20:00 | KV Ulpiana               | 0:3 (23:25, 21:25, 23:25)               | KV Golden Eagle Theranda | bd.    |
| 10. KOLEJKA                                                    |       |                          |                                         |                          |        |
| 18.11.2023                                                     | 20:00 | KV Peja                  | 3:1 (25:18, 20:25, 25:11, 25:16)        | KV Ulpiana               | bd.    |
| 18.11.2023                                                     | 13:30 | KV Golden Eagle Theranda | 0:3 (21:25, 21:25, 22:25)               | KV Ferizaj               | 15     |
| 19.11.2023                                                     | 18:00 | KV Drita                 | 3:1 (26:24, 25:19, 20:25, 25:19)        | KV Skënderbeu            | bd.    |
| Wszystkie godziny według czasu lokalnego (UTC+1/UTC+2) Źródło: |       |                          |                                         |                          |        |

#### Tabela
| Lp.                            | Drużyna                  | Pkt | Mecze | Mecze | Mecze | Rodzaj wyniku | Rodzaj wyniku | Rodzaj wyniku | Rodzaj wyniku | Rodzaj wyniku | Rodzaj wyniku | Sety | Sety | Sety  | Małe punkty | Małe punkty | Małe punkty |
| Lp.                            | Drużyna                  | Pkt | M     | W     | P     | 3:0           | 3:1           | 3:2           | 2:3           | 1:3           | 0:3           | wyg. | prz. | stos. | zdob.       | str.        | stos.       |
| ------------------------------ | ------------------------ | --- | ----- | ----- | ----- | ------------- | ------------- | ------------- | ------------- | ------------- | ------------- | ---- | ---- | ----- | ----------- | ----------- | ----------- |
| 1                              | KV Peja                  | 26  | 10    | 9     | 1     | 7             | 1             | 1             | 0             | 0             | 1             | 27   | 6    | 4.5   | 807         | 691         | 1.17        |
| 2                              | KV Ferizaj               | 22  | 10    | 7     | 3     | 6             | 1             | 0             | 1             | 1             | 1             | 24   | 10   | 2.4   | 798         | 736         | 1.08        |
| 3                              | KV Drita                 | 19  | 10    | 6     | 4     | 3             | 3             | 0             | 1             | 0             | 3             | 20   | 15   | 1.33  | 808         | 779         | 1.04        |
| 4                              | KV Skënderbeu            | 17  | 10    | 6     | 4     | 3             | 1             | 2             | 1             | 2             | 1             | 22   | 17   | 1.29  | 900         | 824         | 1.09        |
| 5                              | KV Golden Eagle Theranda | 6   | 10    | 2     | 8     | 2             | 0             | 0             | 0             | 0             | 8             | 6    | 24   | 0.25  | 601         | 730         | 0.82        |
| 6                              | KV Ulpiana               | 0   | 10    | 0     | 10    | 0             | 0             | 0             | 0             | 3             | 7             | 3    | 30   | 0.1   | 660         | 814         | 0.81        |
| Legenda: udział w Pucharze FVK |                          |     |       |       |       |               |               |               |               |               |               |      |      |       |             |             |             |

Źródło: 
Punktacja: 3:0 i 3:1 – 3 pkt; 3:2 – 2 pkt; 2:3 – 1 pkt; 1:3 i 0:3 – 0 pkt
Zasady ustalania kolejności: 1. liczba punktów; 2. liczba zwycięstw; 3. stosunek setów; 4. stosunek małych punktów; 5. bilans w bezpośrednich meczach

### Runda wiosenna

#### Tabela wyników
| Gospodarz \ Gość1        | PEJ | FER | DRT | SKË | THE | ULP |
| ------------------------ | --- | --- | --- | --- | --- | --- |
| KV Peja                  | -   | 3:0 | 3:0 | 3:1 | 3:0 | 3:0 |
| KV Ferizaj               | 0:3 | -   | 2:3 | 0:3 | 3:1 | 3:0 |
| KV Drita                 | 0:3 | 0:3 | -   | 0:3 | 3:1 | 3:0 |
| KV Skënderbeu            | 1:3 | 3:1 | 3:0 | -   | 3:1 | 3:1 |
| KV Golden Eagle Theranda | 1:3 | 0:3 | 1:3 | 0:3 | -   | 1:3 |
| KV Ulpiana               | 0:3 | 0:3 | 1:3 | 0:3 | 1:3 | -   |

Źródło: 
1 Drużyna gospodarzy jest wymieniona po lewej stronie tabeli.
Kolory:
  zwycięstwo gospodarzy 3:0 lub 3:1
  zwycięstwo gospodarzy 3:2
  zwycięstwo gości 3:0 lub 3:1
  zwycięstwo gości 3:2

#### Terminarz i wyniki spotkań
| Data                                                           | Godz. | Gospodarz                | Rezultat                               | Gość                     | Widzów |
| -------------------------------------------------------------- | ----- | ------------------------ | -------------------------------------- | ------------------------ | ------ |
| 11. KOLEJKA                                                    |       |                          |                                        |                          |        |
| 11.02.2024                                                     | 18:00 | KV Golden Eagle Theranda | 0:3 (17:25, 21:25, 23:25)              | KV Skënderbeu            | 15     |
| 10.02.2024                                                     | 18:00 | KV Ulpiana               | 0:3 (18:25, 20:25, 15:25)              | KV Ferizaj               | bd.    |
| 10.02.2024                                                     | 17:00 | KV Drita                 | 0:3 (22:25, 16:25, 18:25)              | KV Peja                  | 300    |
| 12. KOLEJKA                                                    |       |                          |                                        |                          |        |
| 16.02.2024                                                     | 17:00 | KV Peja                  | 3:0 (25:16, 25:22, 25:21)              | KV Ferizaj               | 100    |
| 17.02.2024                                                     | 14:00 | KV Skënderbeu            | 3:1 (25:18, 25:19, 19:25, 25:19)       | KV Ulpiana               | bd.    |
| 18.02.2024                                                     | 19:00 | KV Drita                 | 3:1 (25:21, 25:22, 20:25, 25:16)       | KV Golden Eagle Theranda | bd.    |
| 13. KOLEJKA                                                    |       |                          |                                        |                          |        |
| 21.02.2024                                                     | 19:00 | KV Golden Eagle Theranda | 1:3 (25:22, 19:25, 17:25, 12:25)       | KV Peja                  | 15     |
| 22.02.2024                                                     | 19:30 | KV Ulpiana               | 1:3 (20:25, 25:23, 18:25, 21:25)       | KV Drita                 | bd.    |
| 21.02.2024                                                     | 17:00 | KV Ferizaj               | 0:3 (20:25, 17:25, 25:27)              | KV Skënderbeu            | bd.    |
| 14. KOLEJKA                                                    |       |                          |                                        |                          |        |
| 24.02.2024                                                     | 19:00 | KV Peja                  | 3:1 (21:25, 25:15, 25:21, 25:17)       | KV Skënderbeu            | 150    |
| 24.02.2024                                                     | 17:00 | KV Drita                 | 0:3 (22:25, 16:25, 23:25)              | KV Ferizaj               | bd.    |
| 24.02.2024                                                     | 18:00 | KV Golden Eagle Theranda | 1:3 (25:16, 15:25, 22:25, 23:25)       | KV Ulpiana               | 40     |
| 15. KOLEJKA                                                    |       |                          |                                        |                          |        |
| 7.03.2024                                                      | 19:00 | KV Ulpiana               | 0:3 (19:25, 16:25, 14:25)              | KV Peja                  | bd.    |
| 6.03.2024                                                      | 20:00 | KV Ferizaj               | 3:1 (25:15, 25:23, 22:25, 25:22)       | KV Golden Eagle Theranda | bd.    |
| 6.03.2024                                                      | 19:00 | KV Skënderbeu            | 3:0 (25:19, 25:20, 25:11)              | KV Drita                 | bd.    |
| 16. KOLEJKA                                                    |       |                          |                                        |                          |        |
| 10.03.2024                                                     | 17:00 | KV Peja                  | 3:0 (25:23, 25:22, 25:14)              | KV Drita                 | 100    |
| 9.03.2024                                                      | 18:00 | KV Skënderbeu            | 3:1 (22:25, 25:18, 25:19, 25:21)       | KV Golden Eagle Theranda | bd.    |
| 9.03.2024                                                      | 17:00 | KV Ferizaj               | 3:0 (25:21, 25:17, 25:19)              | KV Ulpiana               | bd.    |
| 17. KOLEJKA                                                    |       |                          |                                        |                          |        |
| 16.03.2024                                                     | 17:00 | KV Ferizaj               | 0:3 (18:25, 15:25, 19:25)              | KV Peja                  | bd.    |
| 16.03.2024                                                     | 20:00 | KV Ulpiana               | 0:3 (19:25, 17:25, 22:25)              | KV Skënderbeu            | 150    |
| 16.03.2024                                                     | 20:00 | KV Golden Eagle Theranda | 1:3 (24:26, 19:25, 25:19, 22:25)       | KV Drita                 | bd.    |
| 18. KOLEJKA                                                    |       |                          |                                        |                          |        |
| 24.03.2024                                                     | 17:00 | KV Peja                  | 3:0 (25:18, 25:16, 25:16)              | KV Golden Eagle Theranda | 200    |
| 23.03.2024                                                     | 19:00 | KV Drita                 | 3:0 (25:16, 25:22, 25:21)              | KV Ulpiana               | bd.    |
| 24.03.2024                                                     | 20:00 | KV Skënderbeu            | 3:1 (20:25, 25:21, 25:22, 25:21)       | KV Ferizaj               | 400    |
| 19. KOLEJKA                                                    |       |                          |                                        |                          |        |
| 27.03.2024                                                     | 20:00 | KV Skënderbeu            | 1:3 (25:16, 24:26, 20:25, 16:25)       | KV Peja                  | bd.    |
| 27.03.2024                                                     | 20:00 | KV Ferizaj               | 2:3 (22:25, 25:22, 25:23, 21:25, 9:15) | KV Drita                 | bd.    |
| 28.03.2024                                                     | 20:00 | KV Ulpiana               | 1:3 (26:24, 22:25, 21:25, 23:25)       | KV Golden Eagle Theranda | 80     |
| 20. KOLEJKA                                                    |       |                          |                                        |                          |        |
| 5.04.2024                                                      | 20:00 | KV Peja                  | 3:0 (25:7, 25:12, 25:13)               | KV Ulpiana               | 100    |
| 6.04.2024                                                      | 13:00 | KV Golden Eagle Theranda | 0:3 (14:25, 19:25, 24:26)              | KV Ferizaj               | 25     |
| 7.04.2024                                                      | 20:00 | KV Drita                 | 0:3 (21:25, 23:25, 21:25)              | KV Skënderbeu            | bd.    |
| Wszystkie godziny według czasu lokalnego (UTC+1/UTC+2) Źródło: |       |                          |                                        |                          |        |

#### Tabela
| Lp.                                    | Drużyna                  | Pkt | Mecze | Mecze | Mecze | Rodzaj wyniku | Rodzaj wyniku | Rodzaj wyniku | Rodzaj wyniku | Rodzaj wyniku | Rodzaj wyniku | Sety | Sety | Sety  | Małe punkty | Małe punkty | Małe punkty |
| Lp.                                    | Drużyna                  | Pkt | M     | W     | P     | 3:0           | 3:1           | 3:2           | 2:3           | 1:3           | 0:3           | wyg. | prz. | stos. | zdob.       | str.        | stos.       |
| -------------------------------------- | ------------------------ | --- | ----- | ----- | ----- | ------------- | ------------- | ------------- | ------------- | ------------- | ------------- | ---- | ---- | ----- | ----------- | ----------- | ----------- |
| 1                                      | KV Peja                  | 56  | 20    | 19    | 1     | 14            | 4             | 1             | 0             | 0             | 1             | 57   | 9    | 6.33  | 1617        | 1284        | 1.26        |
| 2                                      | KV Skënderbeu            | 41  | 20    | 14    | 6     | 8             | 4             | 2             | 1             | 4             | 1             | 48   | 26   | 1.85  | 1726        | 1561        | 1.11        |
| 3                                      | KV Ferizaj               | 38  | 20    | 12    | 8     | 10            | 2             | 0             | 2             | 2             | 4             | 42   | 26   | 1.62  | 1560        | 1481        | 1.05        |
| 4                                      | KV Drita                 | 33  | 20    | 11    | 9     | 4             | 6             | 1             | 1             | 0             | 8             | 35   | 35   | 1     | 1572        | 1573        | 1           |
| 5                                      | KV Golden Eagle Theranda | 9   | 20    | 3     | 17    | 2             | 1             | 0             | 0             | 6             | 11            | 15   | 52   | 0.29  | 1368        | 1620        | 0.84        |
| 6                                      | KV Ulpiana               | 3   | 20    | 1     | 19    | 0             | 1             | 0             | 0             | 6             | 13            | 9    | 58   | 0.16  | 1316        | 1640        | 0.8         |
| Legenda: awans do fazy play-off baraże |                          |     |       |       |       |               |               |               |               |               |               |      |      |       |             |             |             |

Źródło: 
Punktacja: 3:0 i 3:1 – 3 pkt; 3:2 – 2 pkt; 2:3 – 1 pkt; 1:3 i 0:3 – 0 pkt
Zasady ustalania kolejności: 1. liczba punktów; 2. liczba zwycięstw; 3. stosunek setów; 4. stosunek małych punktów; 5. bilans w bezpośrednich meczach

## Faza play-off
Wszystkie godziny według czasu lokalnego (UTC+2).

### Drabinka
|  |           |               |           |               |           |   |   |        |         |        |        |        |        |        |
|  | Półfinały | Półfinały     | Półfinały | Półfinały     | Półfinały |   |   | Finały | Finały  | Finały | Finały | Finały | Finały | Finały |
|  | Półfinały | Półfinały     | Półfinały | Półfinały     | Półfinały |   |   | Finały | Finały  | Finały | Finały | Finały | Finały | Finały |
|  |           |               |           |               |           |   |   |        |         |        |        |        |        |        |
|  |           |               |           |               |           |   |   |        |         |        |        |        |        |        |
|  | 1         | KV Peja       | 3         | 2             | 3         |   |   |        |         |        |        |        |        |        |
|  | 1         | KV Peja       | 3         | 2             | 3         |   |   |        |         |        |        |        |        |        |
|  | 4         | KV Drita      | 0         | 3             | 0         |   |   |        |         |        |        |        |        |        |
|  | 4         | KV Drita      | 0         | 3             | 0         |   |   | 1      | KV Peja | 3      | 3      | 3      |        |        |
|  |           |               |           |               |           |   |   | 1      | KV Peja | 3      | 3      | 3      |        |        |
|  |           |               | 2         | KV Skënderbeu | 0         | 1 | 0 |        |         |        |        |        |        |        |
|  | 2         | KV Skënderbeu | 2         | KV Skënderbeu | 0         | 1 | 0 | 3      | 3       |        |        |        |        |        |
|  | 2         | KV Skënderbeu |           |               |           |   |   |        |         |        |        |        |        |        |
|  | 3         | KV Ferizaj    | 0         | 2             |           |   |   |        |         |        |        |        |        |        |
|  | 3         | KV Ferizaj    | 0         | 2             |           |   |   |        |         |        |        |        |        |        |
|  |           |               |           |               |           |   |   |        |         |        |        |        |        |        |

### Półfinały
Format: do dwóch zwycięstw
| Data              | Godz.             | Gospodarz         | Rezultat                                | Gość           | Widzów         |
| ----------------- | ----------------- | ----------------- | --------------------------------------- | -------------- | -------------- |
| KV Peja (1)       | KV Peja (1)       | KV Peja (1)       | 2 – 1                                   | (4) KV Drita   | (4) KV Drita   |
| 14.04.2024        | 19:00             | KV Peja           | 3:0 (25:23, 25:21, 25:16)               | KV Drita       | 150            |
| 18.04.2024        | 20:00             | KV Drita          | 3:2 (25:20, 25:19, 28:30, 21:25, 15:11) | KV Peja        | bd.            |
| 20.04.2024        | 20:00             | KV Peja           | 3:0 (25:17, 27:25, 25:18)               | KV Drita       | 200            |
| KV Skënderbeu (2) | KV Skënderbeu (2) | KV Skënderbeu (2) | 2 – 0                                   | (3) KV Ferizaj | (3) KV Ferizaj |
| 13.04.2024        | 20:00             | KV Skënderbeu     | 3:0 (25:20, 25:22, 25:13)               | KV Ferizaj     | bd.            |
| 18.04.2024        | 20:00             | KV Ferizaj        | 2:3 (25:23, 18:25, 17:25, 25:22, 14:16) | KV Skënderbeu  | bd.            |

Źródło: 

### Finały
Format: do trzech zwycięstw
| Data        | Godz.       | Gospodarz     | Rezultat                         | Gość          | Widzów       |
| ----------- | ----------- | ------------- | -------------------------------- | ------------- | ------------ |
| KV Peja (1) | KV Peja (1) | KV Peja (1)   | 3 – 0                            | (4) KV Drita  | (4) KV Drita |
| 25.04.2024  | 20:00       | KV Peja       | 3:0 (25:20, 25:16, 25:22)        | KV Skenderbeu | 500          |
| 2.05.2024   | 20:00       | KV Skenderbeu | 1:3 (23:25, 25:23, 26:28, 22:25) | KV Peja       | 1000         |
| 6.05.2024   | 20:15       | KV Peja       | 3:0 (30:28, 25:22, 25:21)        | KV Skenderbeu | 1000         |

Źródło: 

## Klasyfikacja końcowa
| Poz. | Drużyna                  |
| ---- | ------------------------ |
| 1.   | KV Peja                  |
| 2.   | KV Skënderbeu            |
| 3.   | KV Ferizaj               |
| 4.   | KV Drita                 |
| 5.   | KV Golden Eagle Theranda |
| 6.   | KV Ulpiana               |

Legenda:
     baraże

## Baraże
Format: jeden mecz
Miejsce: Pallati i Sporteve "Bashkim Selishta-Petriti", Gnjilane
Wszystkie godziny według czasu lokalnego (UTC+2)
| Data       | Godz. | Gospodarz                | Rezultat                         | Gość            |
| ---------- | ----- | ------------------------ | -------------------------------- | --------------- |
| 21.04.2022 | 17:00 | KV Golden Eagle Theranda | 3:0 (25:14, 25:17, 25:14)        | KV AS Vushtrria |
| 21.04.2022 | 19:00 | KV Ulpiana               | 3:1 (25:14, 25:19, 24:26, 25:21) | KV Vëllaznimi   |

Źródło: 